# Shot Me Down
Shot Me Down – singel francuskiego DJ-a i producenta muzycznego Davida Guetty, pochodzący z edycji deluxe albumu Listen. Wydany został 10 stycznia 2014 roku. Gościnnie w utworze wystąpiła amerykańska piosenkarka Skylar Grey. W piosence wykorzystano fragment pochodzącego z 1966 roku utworu Cher pt. „Bang Bang (My Baby Shot Me Down)”.

## Lista utworów i formaty singla
Opracowano na podstawie materiału źródłowego.
- Digital download

1. „Shot Me Down” (gościnnie: Skylar Grey) – 3:11

- CD single

1. „Shot Me Down” (gościnnie: Skylar Grey) – 3:11
2. „Shot Me Down” (gościnnie: Skylar Grey) – 5:15

## Twórcy
Opracowano na podstawie materiału źródłowego.
- David Guetta – producent, autor tekstu, kompozytor
- Giorgio Tuinfort – producent, autor tekstu, kompozytor
- Ralph Wegner – dodatkowa produkcja, miksowanie
- Pierre-Luc Rioux – gitara
- Sonny Bono – autor tekstu, kompozytor
- Skylar Grey – wokal prowadzący
- John Armstrong – inżynier dźwięku, inżynier wokalu

## Pozycje na listach i certyfikaty
| Argentyna               | Argentina Top 20           | 1  |
| Australia               | Top 50 Singles             | 3  |
| Austria                 | Singles Top 75             | 9  |
| Belgia (Flandria)       | Singles Top 50             | 11 |
| Belgia (Walonia)        | Ultratop 50                | 3  |
| Czechy                  | Rádio Top 100              | 13 |
| Czechy                  | Singles Digitál Top 100    | 36 |
| Dania                   | Singles Top 40             | 8  |
| Finlandia               | Singles Top 20             | 8  |
| Francja                 | Singles Top 100            | 6  |
| Hiszpania               | Singles Top 50             | 13 |
| Holandia                | Dutch Top 40               | 17 |
| Holandia                | Single Top 100             | 8  |
| Irlandia                | Singles Top 100            | 7  |
| Kanada                  | Billboard Canadian Hot 100 | 66 |
| Liban                   | Lebanese Top 20            | 8  |
| Luksemburg              | Luxembourg Digital Songs   | 2  |
| Niemcy                  | Top 100 Singles            | 13 |
| Nowa Zelandia           | New Zealand Top 40         | 20 |
| Stany Zjednoczone       | France Digital Songs       | 4  |
| Stany Zjednoczone       | Hot Dance Club Songs       | 35 |
| Szwajcaria              | Singles Top 75             | 6  |
| Szwecja                 | Singles Top 60             | 16 |
| Węgry                   | Dance Top 40               | 1  |
| Węgry                   | Single Top 40              | 9  |
| Wielka Brytania         | Dance Singles Top 40       | 3  |
| Wielka Brytania         | Singles Top 100            | 4  |
| Włochy                  | Dance Club Chart Top 50    | 2  |
| Włochy                  | Italy Top 20 Singles       | 17 |
| Notowania końcoworoczne |                            |    |
| Australia               | Top 100 Singles            | 53 |

| Australia           | ARIA                              | 2x platyna |
| Austria             | IFPI Austria                      | Złoto      |
| Kanada              | Music Canada                      | Złoto      |
| Szwajcaria          | IFPI Switzerland                  | Złoto      |
| Szwecja             | Grammofonleverantörernas förening | Platyna    |
| Wielka Brytania     | BPI                               | Srebro     |
| Dystrybucja cyfrowa |                                   |            |
| Dania               | IFPI Denmark                      | Złoto      |
| Hiszpania           | PROMUSICAE                        | Złoto      |

## Historia wydania
| Państwo         | Data             | Format           | Wytwórnia                                   | Źródło |
| --------------- | ---------------- | ---------------- | ------------------------------------------- | ------ |
| Finlandia       | 10 stycznia 2014 | CD single        | Parlophone                                  | [ 1 ]  |
| Francja         | 10 lutego 2014   | Digital download | What A Music Parlophone Warner Music France | [ 3 ]  |
| Wielka Brytania | 10 lutego 2014   | Digital download | What A Music Parlophone Warner Music France | [ 41 ] |
| Austria         | 14 marca 2014    | CD single        | Parlophone                                  | [ 4 ]  |
| Niemcy          | 14 marca 2014    | CD single        | Parlophone                                  | [ 4 ]  |
| Szwajcaria      | 14 marca 2014    | CD single        | Parlophone                                  | [ 4 ]  |